# Тотт, Ингеборга
Ингеборга Акесдоттер Тотт (дат. Ingeborg Ågesdatter Thott; ум. 1507), при жизни её звали Ингеборг Акесдоттер или просто фру Ингеборг — шведская дворянка, была супругой шведского регента Стена Стуре Старшего.

## Биография
Ингеборга была дочерью датского дворянина и риксрода Ааге Аксельсона Тотта (1405—1477), и шведской дворянки Марты Бенгтсдоттер из семьи Винсторпа (ум. 1480).
В 1467 году она вышла замуж за шведского дворянина Стена Стуре Старшего, за племянника короля Швеции Карла VIII. В браке детей не было. В 1470 году Стен Стуре Старший был избран регентом Швеции после смерти своего дяди Карла VIII.
Ингеборга проявляла интерес к науке, теологии и образованию. В 1477 году она выступила инициатором основания Уппсальского университета. Она выступала покровительницей науки и литературы и делала пожертвования на финансирование библиотек, печать и переводы книг. Она также выступала в качестве покровительницы ордена кармелиток в качестве благотворительницы кармелитского монастыря в Варберге, который был основан её отцом.
В 1497 году была восстановлена Кальмарская уния с Данией, когда датский король Иоганн был избран королем Швеции. В 1501 году Иоанн был свергнут с шведского престола в результате восстания. Стокгольм, который защищала от повстанцев королева Дании Кристина Саксонская, сдался шведским войскам после осады 9 мая 1502 года. Из-за того, что её супруг участоввал в восстании против датского короля поместья Ингеборги в Дании, которые она унаследовала от своих родителей, были конфискованы датской короной.
Регент Стен Стуре скончался в Йенчепинге 14 декабря 1503 года на обратном пути домой после того, как проводил королеву Кристину обратно в Данию. Будучи вдовой, Ингеборг получила замок Тавастегус в Финляндии в качестве своего феода. Как глава замкового Тавастгусского лена осуществляла руководство всеми местными королевскими чиновниками. Ингеборга умерла в декабре 1507 года.